# Augusto Petró
Augusto Petró (* 3. Mai 1918 in Santo Antônio da Patrulha, Rio Grande do Sul, Brasilien; † 28. Oktober 2008 in Ivoti, Rio Grande do Sul, Brasilien) war ein brasilianischer Geistlicher und römisch-katholischer Bischof von Uruguaiana.

## Leben
Augusto Petró studierte von 1938 bis 1944 Philosophie und Theologie am Priesterseminar in São Leopoldo. An der Katholischen Universität von Rio Grande do Sul (PUCRS) in Porto Alegre studierte er zudem Kanonisches Recht. Er empfing am 30. November 1944 die Priesterweihe.
Papst Pius XII. ernannte ihn am 16. Mai 1958 zum zweiten Bischof des Bistums Vacaria im südbrasilianischen Bundesstaat Rio Grande do Sul. Die Bischofsweihe spendete ihm der Erzbischof von Porto Alegre und spätere Kardinal Alfredo Vicente Scherer am 27. Juli 1958; Mitkonsekratoren waren Walmor Battú Wichrowski, Weihbischof in Santos, und der Bischof von Passo Fundo João Cláudio Colling. Sein Wahlspruch war Fac et vives („Tue das und du wirst leben“).
Papst Paul VI. ernannte ihn am 12. März 1964 zum Bischof von Uruguaiana. Sein altersbedingtes Rücktrittsgesuch nahm Papst Johannes Paul II. am 5. Juli 1995 an.